# Иванчуг
Иванчуг — село в Камызякском районе Астраханской области России. Административный центр Иванчугского сельсовета.

## История
Село расположено в местности под названием «Яман-учуг» (плохая забойка). После революции 1917 года создан колхоз «Родина» для рыболовства и развития сельского хозяйства.

## География
Село находится в южной части области, в дельте реки Волги; на берегу реки Гандурино, у ерика Троицкий. Абсолютная высота — 25 метров ниже уровня моря.
Уличная сеть
ул. Васильева, ул. Кирова→ ул. Коммунаров, ул. Комсомольская, ул. Ленина, ул. Лесная, ул. Молодёжная, ул. Набережная, ул. Ново-Лесная, ул. Садовая, ул. Советская, ул. Фермерская, ул. Шашина, ул. Школьная
Климат
умеренный, резко континентальный. Характеризуется высокими температурами летом и низкими — зимой, малым количеством осадков, а также большими годовыми и летними суточными амплитудами температуры воздуха.

## Население
| 2002 | 2010  |
| ---- | ----- |
| 1431 | ↘1423 |

По данным Всероссийской переписи, в 2010 году численность населения села составляла 1423 человек (685 мужчин и 738 женщин). Согласно результатам переписи 2002 года, в национальной структуре населения русские составляли 67 %, казахи 28 % от 1430 жителей.
| Национальность | Численность (2010) | Процент |
| -------------- | ------------------ | ------- |
| Русские        | 948                | 66,5%   |
| Казахи         | 405                | 28,4%   |
| Чеченцы        | 28                 | 2%      |
| Лезгины        | 6                  | 0,4%    |
| Ингуши         | 5                  | 0,4%    |
| Татары         | 3                  | 0,2%    |
| Не указана     | 7                  | 1,1%    |
| Всего          | 1425               | 100%    |

## Инфраструктура
отделение почтовой связи села Иванчуг (ул. Ленина, 73).
Иванчугская основная общеобразовательная школа с дошкольным отделением.
Амбулатория, здравпункт, медпункт.
Остановки общественного транспорта «Иванчуг», «Кладбище Иванчуг».